# Roulette at Location One
Roulette at Location One (Eigenschreibweise Roulette @ Location One) ist ein Jazzalbum von Joe McPhees Trio X. Die am 4. März 2005 in Jim Staleys Veranstaltungsort Roulette in New York City entstandenen Aufnahmen erschienen 2005 auf Cadence Jazz Records.

## Hintergrund
Das Roulette führte seine Konzerte zwischen 2006 und 2010 im Location One, einem Ladenlokal in der Greene Street 20 in Soho, das auch als Galerie fungierte, durch.
Das Trio spielte fünf lange Improvisationen, die mehrere Themen und/oder Reminiszenzen  beinhalteten, wie „My Funny Valentine“ oder die Thelonious-Monk-Komposition „Evidence“. Im zweiten Titel „Improvs and Melodies of Themes“ wird u. a. „Lonely Woman“ von Ornette Coleman aufgegriffen. Das spirituell inspirierte „David Danced“ basiert auf einer Komposition von Duke Ellington („David Danced Before the Lord with All His Might“, von ‚Duke Ellington‘s Concert of Sacred Music‘), die mit dessen geistlichen Konzerten der 1960er-Jahre verbunden ist.

## Titelliste
- Joe McPhee Trio-X: Roulette at Location One (Cadence Jazz Records CJR 1200)[2]

1. Funny Valentines of War	15:09
2. Improvs and Melodies of Themes	17:24
3. David Danced: Variations on Ellington	9:41
4. Sunflower Musings	13:21
5. Going Home	7:46

Sofern nicht anders vermerkt, stammen die Kompositionen von Joe McPhee.

## Rezeption
Nach Ansicht von Marc Medwin, der das Album in All About Jazz rezensierte, sei das Album weniger eine Reihe von Stücken als eine kollektive Meditation über die schwarze Musik und ihre Geschichte, ein Palimpsest, das verschiedene Epochen und Stile vor einem begeisterten Publikum zusammenbringe. Jeder Spieler bringe das richtige Maß an Vielseitigkeit mit, um Ergebnisse zu erzielen, die das Interesse aufrechterhalten und zum wiederholten Zuhören anregen. Wenn das Album Mängel aufweise – einige Intonationsprobleme während Dominic Duvals Eröffnungs-Coll’arco-Arbeit an „Improvs and Melodies of Themes“ und ein seltsames klangliches Ereignis um 10:06 in „Sunflower“ –, seien dies lediglich kleinere Spitzfindigkeiten; der Mitschnitt sei ein weiterer Triumph für die Gruppe, vielleicht eine der interessantesten und unterhaltsamsten Aussagen in ihrem wachsenden Katalog.
Scott Verrastro schrieb in JazzTimes, im Anschluss an ihr vorheriges CIMP-Album, The Sugar Hill Suite, zeige Roulette at Location One das Trio X in Höchstform. Der Mitschnitt zeichne sich durch bemerkenswerte Zurückhaltung und außergewöhnliche Dynamik aus. Das Verhältnis der Rhythmusgruppe Dominic Duval (verstärkter Akustikbass) und Jay Rosen (Schlagzeug und Percussion) – die seit zehn Jahren regelmäßig zusammen spielen – ermögliche es ihnen, die Ebbe und Flut des Klangs mit Leichtigkeit und Überzeugung zu steuern, während McPhee – der hier hauptsächlich Sopransaxophon spielt, bis auf ein paar kurze Passagen auf der Taschentrompete –  mit beredten, lyrischen und mitreißenden Melodiefiguren antworte.